# Alphabet phonétique international coréen
L'alphabet phonétique international coréen (APIC, ou IKPA d'après le nom anglais) est un système de transcription phonétique, basé sur l’écriture coréenne, visant à adapter l’alphabet phonétique international (API) à l’écriture coréenne. Il est conçu en 1971 par Lee Hyun-bok.